# Hall of Fame Open 2017 - Qualificazioni singolare
Le qualificazioni del singolare dell'Hall of Fame Open 2017 sono state un torneo di tennis preliminare per accedere alla fase finale della manifestazione. I vincitori dell'ultimo turno sono entrati di diritto nel tabellone principale. In caso di ritiro di uno o più giocatori aventi diritto a questi sono subentrati i lucky loser, ossia i giocatori che hanno perso nell'ultimo turno ma che avevano una classifica più alta rispetto agli altri partecipanti che avevano comunque perso nel turno finale.

## Teste di serie
1. Ramkumar Ramanathan (ultimo turno)
2. Samuel Groth (qualificato)
3. Tim Smyczek (primo turno)
4. Andrew Whittington (ultimo turno)

1. James McGee (primo turno)
2. John-Patrick Smith (ultimo turno)
3. Brydan Klein (primo turno)
4. Marcelo Arévalo (primo turno)

## Qualificati
1. Matthew Ebden
2. Samuel Groth

1. Austin Krajicek
2. Frank Dancevic

## Tabellone

### Legenda
| - Q = Qualificato - WC = Wild card - LL = Lucky loser | - ALT = Alternate - SE = Special Exempt - PR = Protected Ranking | - w/o = Walkover - r = Ritirato - d = Squalificato |

### Sezione 1
|  | Primo turno | Primo turno         | Primo turno | Primo turno | Primo turno |  |  | Ultimo turno | Ultimo turno        | Ultimo turno | Ultimo turno | Ultimo turno |  |
|  |             |                     |             |             |             |  |  |              |                     |              |              |              |  |
|  | 1           | Ramkumar Ramanathan | 6           | 3           | 6           |  |  |              |                     |              |              |              |  |
|  | WC          | Christopher Eubanks | 4           | 6           | 1           |  |  | 1            | Ramkumar Ramanathan | 6            | 1            | 5            |  |
|  |             | Matthew Ebden       | 3           | 6           | 6           |  |  |              | Matthew Ebden       | 4            | 6            | 7            |  |
|  | 7           | Brydan Klein        | 6           | 0           | 4           |  |  |              |                     |              |              |              |  |

### Sezione 2
|  | Primo turno | Primo turno      | Primo turno      | Primo turno | Primo turno |  |  | Ultimo turno | Ultimo turno     | Ultimo turno     | Ultimo turno | Ultimo turno |  |
|  |             |                  |                  |             |             |  |  |              |                  |                  |              |              |  |
|  | 2           | Samuel Groth     | Samuel Groth     | 6           | 6           |  |  |              |                  |                  |              |              |  |
|  |             | Alessandro Bega  | Alessandro Bega  | 2           | 3           |  |  | 2            | Samuel Groth     | Samuel Groth     | 6            | 6            |  |
|  | WC          | William Blumberg | William Blumberg | 7           | 6           |  |  | WC           | William Blumberg | William Blumberg | 2            | 4            |  |
|  | 5           | James McGee      | James McGee      | 65          | 4           |  |  |              |                  |                  |              |              |  |

### Sezione 3
|  | Primo turno | Primo turno        | Primo turno        | Primo turno | Primo turno |  |  | Ultimo turno | Ultimo turno       | Ultimo turno       | Ultimo turno | Ultimo turno |  |
|  |             |                    |                    |             |             |  |  |              |                    |                    |              |              |  |
|  | 3           | Tim Smyczek        | Tim Smyczek        | 64          | 3           |  |  |              |                    |                    |              |              |  |
|  |             | Austin Krajicek    | Austin Krajicek    | 7           | 6           |  |  |              | Austin Krajicek    | Austin Krajicek    | 6            | 6            |  |
|  |             | Alex Bolt          | Alex Bolt          | 4           | 3           |  |  | 6            | John-Patrick Smith | John-Patrick Smith | 4            | 4            |  |
|  | 6           | John-Patrick Smith | John-Patrick Smith | 6           | 6           |  |  |              |                    |                    |              |              |  |

### Sezione 4
|  | Primo turno | Primo turno        | Primo turno        | Primo turno | Primo turno |  |  | Ultimo turno | Ultimo turno       | Ultimo turno | Ultimo turno | Ultimo turno |  |
|  |             |                    |                    |             |             |  |  |              |                    |              |              |              |  |
|  | 4           | Andrew Whittington | Andrew Whittington | 7           | 6           |  |  |              |                    |              |              |              |  |
|  |             | Evan King          | Evan King          | 5           | 0           |  |  | 4            | Andrew Whittington | 6            | 3            | 69           |  |
|  |             | Frank Dancevic     | 3                  | 6           | 6           |  |  |              | Frank Dancevic     | 3            | 6            | 7            |  |
|  | 8           | Marcelo Arévalo    | 6                  | 1           | 4           |  |  |              |                    |              |              |              |  |